# أوقست باش
أوقست باش (و. 1897 – 1966 م) هو صحفي، وسياسي من ألمانيا الشرقية، توفي في برلين، عن عمر يناهز 69 عاماً.

## مناصب
تولى منصب عضو في مجلس الشعب ‏
.

## التعليم
تعلم في جامعة هومبولت في برلين
.

## جوائز
حصل على جوائز منها:

راية العمل ‏

## روابط خارجية
- أوقست باش على موقع مونزينجر (الألمانية)